# Desigualdad de Finsler-Hadwiger
En matemáticas, la desigualdad de Finsler-Hadwiger es un teorema sobre triángulos en el plano euclidiano, nombrado en referencia a Hugo Hadwiger y Paul Finsler. Afirma que si un triángulo tiene lados con longitudes a, b y c y área T, then
{\displaystyle a^{2}+b^{2}+c^{2}\geq (a-b)^{2}+(b-c)^{2}+(c-a)^{2}+4{\sqrt {3}}T\quad {\mbox{(HF)}}.}
La desigualdad de Weitzenböck es un corolario de la desigualdad de Finsler-Hadwiger: 
{\displaystyle a^{2}+b^{2}+c^{2}\geq 4{\sqrt {3}}T\quad {\mbox{(W)}}.}
Esta última desigualdad también puede demostrarse a partir de la fórmula de Herón, obteniendo la igualdad en (W) si y sólo si el triángulo es equilátero (y por tanto {\displaystyle (a-b)=(b-c)=(c-a)=0}).
La desigualdad de Finsler-Hadwiger es un caso particular de la desigualdad de Pedoe.